# 卞雨倩
卞雨倩（1990年6月14日—），中国女排运动员，司職二传，身高1.80米。她也是中國國家女子排球隊的一員

## 生平
卞雨倩小學時開始打排球。她进入市北初级中学就讀之後就进入了学校排球队。卞雨倩14岁时教练就推荐她进入专业队。2006年，卞雨倩成為上海女子排球队主力二传。卞雨倩于2008年入选中国女排二队。她曾代表中國國家女子排球隊參加2010年世界女子排球锦标赛，随队获得2010年世界女排大奖赛第4名和第2届亚洲杯冠军。2012年3月，卞雨倩出任上海女子排球队队长。2021年，卞雨倩加盟深圳中塞女排。